# Billardiera heterophylla
Billardiera heterophylla là một loài thực vật có hoa trong họ Pittosporaceae. Loài này được (Lindl.) L.W.Cayzer & Crisp mô tả khoa học đầu tiên năm 2004.